# Liskî, Mena
Liskî (în ucraineană Ліски) este localitatea de reședință a comunei Liskî din raionul Mena, regiunea Cernihiv, Ucraina.

## Demografie
Componența lingvistică a localității Liskî
     Ucraineană (98,53%)
     Rusă (1,28%)
     Alte limbi (0,18%)
Conform recensământului din 2001, majoritatea populației localității Liskî era vorbitoare de ucraineană (98,53%), existând în minoritate și vorbitori de rusă (1,28%).